# Rheeveld
Rheeveld is een buurtschap in de gemeente Midden-Drenthe, in de Nederlandse provincie Drenthe.
Het is ten noordwesten van Beilen gelegen aan de gelijknamige weg richting Hijken. Rheeveld valt onder het dorpsgebied van Hijken hoewel het dichterbij Beilen ligt. Rheeveld is in de 20ste eeuw ontstaan.
Rheeveld heeft circa 10 huizen en circa 25 inwoners. 
Hoofdplaats: Beilen

Overige kernen: Alting · Balinge · Beilervaart · Bovensmilde · Brunsting · Bruntinge · De Polle · Drijber · Elp · Eursing · Eursinge · Garminge · Hijken · Hijkersmilde · Holthe · Hoogersmilde · Hooghalen · Klatering · Laaghalen · Laaghalerveen · Lieving · Lievingerveld · Makkum · Mantinge · Nieuw-Balinge · Norgervaart (deels) · Oosthalen · Oranje · Orvelte · Smalbroek · Rheeveld · Smilde · Spier · Terhorst · Westerbork · Wijster · Witteveen · Zuidveld · Zwiggelte

Drenthe: Steden en dorpen      Nederland: Provincies · Gemeenten